# Portugisiska tronföljdskriget
Portugisiska tronföljdskriget utkämpades 1580-1583 och handlade om vem som skulle få bestiga den portugisiska tronen: Anton, i flera städer utropad som kungen av Portugal, och Filip II av Spanien, som också ville åt kronan. När kriget var slut hade Filip II av Spanien utropats till kung, och Iberiska unionen bestod fram till 1640.